# Songs from the Front Porch - An Acoustic Collection
Songs From The Front Porch - An Acoustic Collection è il quinto album di Michael Franti & Spearhead distribuito nel gennaio del 2003 dalla Boo Boo Wax, l'etichetta discografica fondata dalla stessa band a seguito della separazione con la Capitol Records.

## Tracce
1. Yes I Will – 4:20
2. Closer To The Sky – 4:12
3. Firefly – 2:28
4. Love'll Set You Free – 3:41
5. Love Invincible – 3:21
6. Anybody Seen My Mind – 3:59
7. Sometimes – 3:46
8. Stay Human – 4:43
9. Oh My God – 5:44
10. Ganja Babe – 4:20